# 합천초등학교 (충남)
합천초등학교는 대한민국 충청남도 청양군에 있는 초등학교다.

## 학교 연혁
- 1970.03.01 합천국민학교 개교(8학급)
- 1981.03.05 병설유치원 개원
- 1995.03.01 화암분교 합천국민학교로 통폐합
- 1996.03.01 합천초등학교로 개칭
- 1997.06.26 교육부 지정 인성교육 시범운영 공개(2년차)
- 1999.03.01 화성초등학교 합천초등학교로 통폐합
- 2000.05.12 교사 증-개축 공사 준공
- 2003.11.13 도지정 교실수업개선 연구학교 공개운영
- 2007.03.01 교원능력개발평가 선도학교
- 2009.11.23 독서선도학교 우수교 교육감 표창
- 2009.12.22 디지털토서실 활용 우수교 교육감 표창
- 2014.10.31 제2회 화성마을음악회 개최
- 2014.11.14 행복공감학교 시범수업보고회 실시
- 2015.02.12 제43회 졸업(졸업생 11명, 총 1906명 배출)
- 2015.03.02 초등 7학급 편성(남28명, 여30명, 계58명) 유치원 1학급 편성(남14명, 여7명, 계21명)

## 참고 자료
- 합천초등학교 - 한국교육학술정보원 학교알리미